# Влада Александра Обреновића (књига)
Влада Александра Обреновића је тротомна дводелна историографско-уставноправна студија Слободана Јовановића из 1929. године, односно 1931. године, објављена у издању Издавачке књижаре Геца Кон а.д. из Кнез Михаилове улице бр. 12 у Београду. Књига анализира период владавине краља Александра Обреновића.

## О аутору
Слободан Јовановић (1869-1958) је био српски и југословенски правник и историчар, доктор правних наука, професор и декан Правног факултета Универзитета у Београду, ректор Универзитета у Београду, председник Српске краљевске академије, председник Министарског савета Краљевине Југославије, оснивач и председник Српског културног клуба. Сматра се најзначајнијим домаћим правним теоретичарем и писцем. Његова дела су, иако фундаментална у области опште правне теорије и теорије државе, дуго била скрајнута у времену комунистичке Југославије, будући да је Јовановић током Другог светског рата био председник југословенске краљевске владе у емиграцији и да је у одсуству осуђен на Београдском процесу 1946. године.

## Опис

### Серијал
Овом књигом, Јовановић је закључио свој серијал о уставној историји Србије у 19. веку, који је започео књигом Уставобранитељи и њихова влада (1838-1858), затим наставио књигама Друга влада Милоша и Михаила и тротомном Владом Милана Обреновића.

### Књига прва
Књига почиње анализом закона које је донела влада Народне радикалне странке, након доношења Радикалског устава, а то су Изборни закон, скупштински пословник, Закон о министарској одговорности, Закон о Државном савету, Закон о Главној контроли, Закон о општинама, Закон о уређењу округа и срезова, Закон о судској струци, Закон о штампи, Закон о зборовима и удружењима, Зашто о Академији, Закон о црквеним властима, Закон о устројству војске и Привредни закон.
Затим, следи преглед спољнополитичке ситуације и односа Краљевине Србије са Аустроугарској, Русијом, Бугарској, Цариградском патријаршијом, питање Македоније, а један део је посвећен и Друштву Свети Сава. Следи опис сукоба краља Милана и краљице Наталије, те државни удар краља Александра у којем је збачено намесништво.

### Књига друга (1. том)
Друга књига прати различите кабинете Министарског савета, политику коју воде и односе младог краља са родитељима.

### Књига друга (2. том)
Други том друге књиге почиње измирењем краља Александра и краља Милана, те прати Владу Владана Ђорђевића. Следи прича о Ивањданском атентату, женидби краља Александра са Драгом Машин, те друштвене и политичке прилике које је иста изазвала. Након смрти краља Милана, разматра се Априлски устав из 1901. године, поновно успостављање краљевог личног режима, све до завере и Мајског преврата 1903. године.

## Издања
Прво издање прве књиге се појавило 1929. године, а издавач је била Издавачка књижарница Геца Кон из Кнез Михаилове улице бр. 1 у Београду. Први део друге књиге је објављен 1931. године. Тротомно издање је комплетирано тако што се 1934. године изнова појавио први том, затим 1935. први део другог тома и 1936. године други део другог тома књиге.
Књига се у целости поново појавила тек 1990. године у оквиру првог издања сабраних дела Слободана Јовановића у 12 томова, које су заједнички издали Београдски издавачко-графички завод (БИГЗ), Југославија Публик и Српска књижевна задруга. Приређивач издања је био историчар др Радован Самарџић, редовни члан Српске академије наука и уметности, директор Балканолошког института и председник Српске књижевне задруге. Тада је изашла у два тома.
Издавачко предузеће Просвета је 2005. године објавило библиофилско издање сабраних дела Слободана Јовановића у 17 томова.